# کیت نتکیل
کیت نتکیل (انگلیسی: Kate Natkiel؛ زادهٔ ۲۴ سپتامبر ۱۹۹۲) بازیکن فوتبال اهل انگلستان است که در پست هافبک بازی می‌کند. او به آکادمی جوانان زیر ۱۰ سال آرسنال پیوست و در رده‌های سنی باشگاه شمال لندن پیشرفت کرد.